# Desbloqueig (Android)
El desbloqueig és el procés pel qual els usuaris de dispositius Android poden aconseguir un control privilegiat (conegut com a accés root) sobre diversos subsistemes del dispositiu, normalment els telèfons intel·ligents. Com que Android es basa en una versió modificada del nucli de Linux, l'arrelament d'un dispositiu Android ofereix un accés similar a permisos administratius (superusuaris) com a Linux o qualsevol altre sistema operatiu semblant a Unix, com ara FreeBSD o macOS.

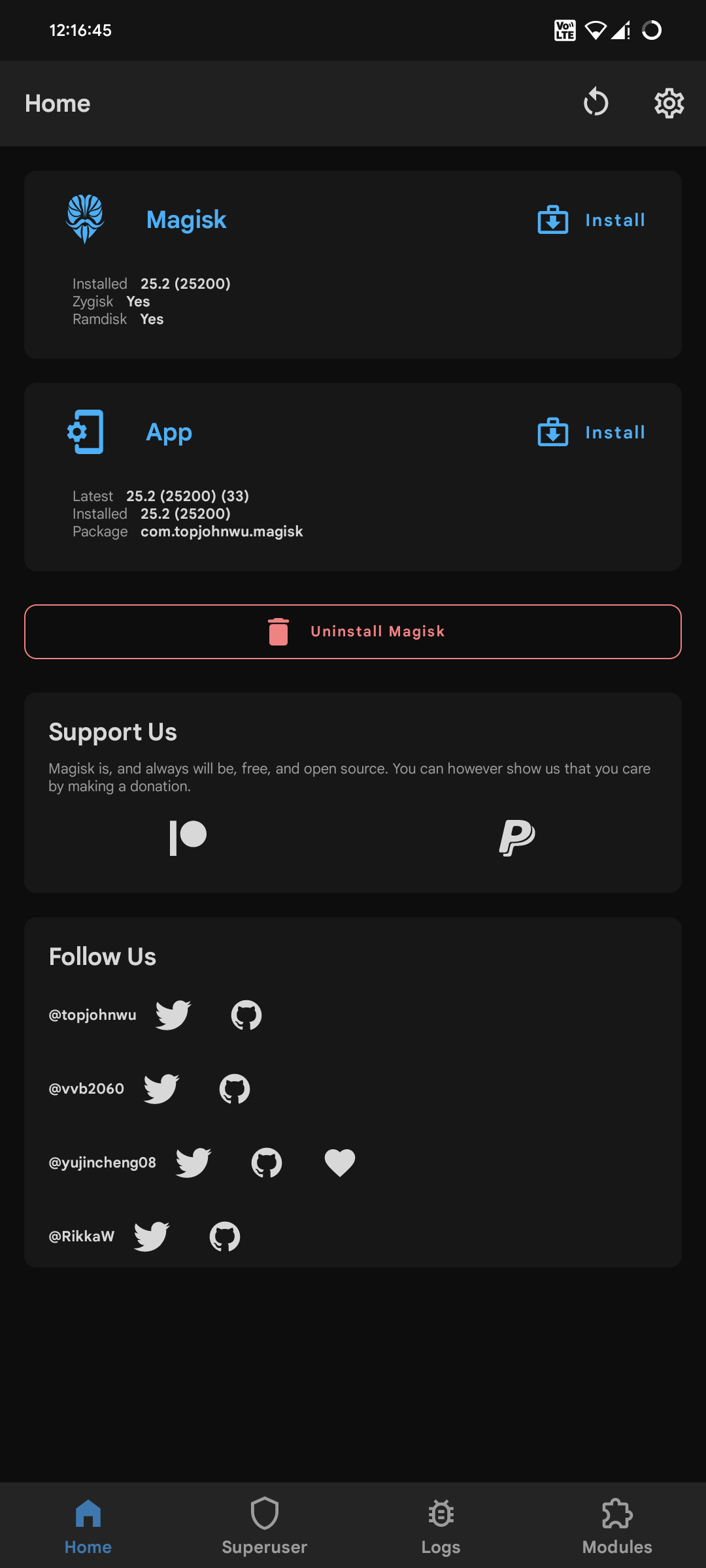
Captura de pantalla de Magisk, una aplicació per gestionar l'accés root a Android

Sovint, l'arrelament es realitza per superar les limitacions que els operadors i els fabricants de maquinari posen en alguns dispositius. Per tant, l'arrelament ofereix la capacitat (o permís) d'alterar o substituir les aplicacions i la configuració del sistema, executar aplicacions especialitzades ("aplicacions") que requereixen permisos a nivell d'administrador o realitzar altres operacions que d'altra manera són inaccessibles per a un usuari normal d'Android. En alguns dispositius, l'arrelament també pot facilitar l'eliminació completa i la substitució del sistema operatiu del dispositiu, normalment amb un llançament més recent del seu sistema operatiu actual.
L'accés arrel de vegades es compara amb els dispositius de jailbreaking que executen el sistema operatiu Apple iOS. No obstant això, es tracta de conceptes diferents: el jailbreaking és el bypass de diversos tipus de prohibicions d'Apple per a l'usuari final, inclosa la modificació del sistema operatiu (imposat per un "carregador d'arrencada bloquejat"), la instal·lació no aprovada oficialment (no disponible a l'App Store) aplicacions mitjançant la càrrega lateral i concedint a l'usuari privilegis elevats de nivell d'administració (arrelament). Molts venedors com HTC, Sony, OnePlus, Asus, Xiaomi i Google ofereixen explícitament la possibilitat de desbloquejar dispositius i fins i tot substituir el sistema operatiu completament. De la mateixa manera, la capacitat de càrrega lateral d'aplicacions normalment es permet als dispositius Android sense permisos d'arrel. Per tant, és principalment el tercer aspecte del jailbreaking d'iOS (donant als usuaris privilegis administratius) que es correlaciona més directament amb l'arrelament d'Android. L'arrelament és diferent del desbloqueig de la SIM i el desbloqueig del carregador d'arrencada. El primer permet eliminar el bloqueig de la targeta SIM en un telèfon, mentre que el segon permet reescriure la partició d'arrencada del telèfon (per exemple, per instal·lar o substituir el sistema operatiu).

## Visió general
L'arrelament permet que totes les aplicacions instal·lades per l'usuari executin ordres privilegiades que normalment no estan disponibles per als dispositius de la configuració d'estoc. L'arrelament és necessari per a operacions més avançades i potencialment perilloses, com ara modificar o suprimir fitxers del sistema, eliminar aplicacions preinstal·lades i accés de baix nivell al mateix maquinari (reiniciar, controlar els llums d'estat o recalibrar les entrades tàctils). També una instal·lació d'arrelament típica. instal·la l'aplicació Superusuari, que supervisa les aplicacions a les quals se'ls atorguen drets d'arrel o superusuari sol·licitant l'aprovació de l'usuari abans de concedir aquests permisos. Cal una operació secundària, per desbloquejar la verificació del carregador d'arrencada del dispositiu, per eliminar o substituir el sistema operatiu instal·lat.
A diferència del jailbreaking d'iOS, l'arrelament no és necessari per executar aplicacions distribuïdes fora de Google Play Store, de vegades anomenada càrrega lateral. El sistema operatiu Android admet aquesta funció de manera nativa de dues maneres: mitjançant l'opció "Fonts desconegudes" al menú Configuració i mitjançant l'Android Debug Bridge. No obstant això, alguns operadors nord-americans, inclòs AT&T, han impedit la instal·lació d'aplicacions que no es troben a Play Store en firmware, encara que diversos dispositius no estan subjectes a aquesta norma, inclòs el Samsung Infuse 4G; AT&T va aixecar la restricció a la majoria de dispositius a mitjans de 2011.
A 2011, the Amazon Kindle Fire defaults to the Amazon Appstore instead of Google Play, though like most other Android devices, Kindle Fire allows sideloading of applications from unknown sources, and the "easy installer" application on the Amazon Appstore makes this easy. Other vendors of Android devices may look to other sources in the future. Access to alternate apps may require rooting but rooting is not always necessary.
L'arrelament d'un telèfon Android permet al propietari afegir, editar o suprimir fitxers del sistema, cosa que al seu torn li permet realitzar diversos ajustaments i utilitzar aplicacions que requereixen accés root.